# Via Maggio
Via Maggio è una direttrice del quartiere di Oltrarno nel centro storico di Firenze. Il nome deriva dalla contrazione di "via maggiore". La via ha come termini piazza de' Frescobaldi (dove convergono via dello Sprone, borgo San Jacopo e via Santo Spirito) e piazza di San Felice. Lungo il tracciato si innestano: via dei Vellutini, via dei Velluti (con il canto de' Velluti o canto della Campanella), via Sguazza, via Michelozzi (con il canto de' Biliotti), lo sdrucciolo de' Pitti e via de' Marsili. 

## Storia
Fino a tutto il XII secolo la strada era aperta campagna al di fuori delle mura, tanto che era chiamata "la Casellina", perché l'unico edificio che vi sorgeva era una sparuta casetta di uso agricolo. Le prime case qui costruite attorno al 1260 appartenevano alla famiglia Velluti, che aveva interesse a sfruttare l'Arno per la produzione laniera. Proprio su iniziativa di Bonaccorso Velluti fu rettificata e ampliata la strada con un tracciato perfettamente rettilineo su alcuni terreni agricoli della sua famiglia, come collegamento fra piazza San Felice (dove si trovava la porta meridionale della prima cerchia comunale) e il ponte di Santa Trinita, fatto costruire dalla famiglia Frescobaldi a partire dal 1252. 

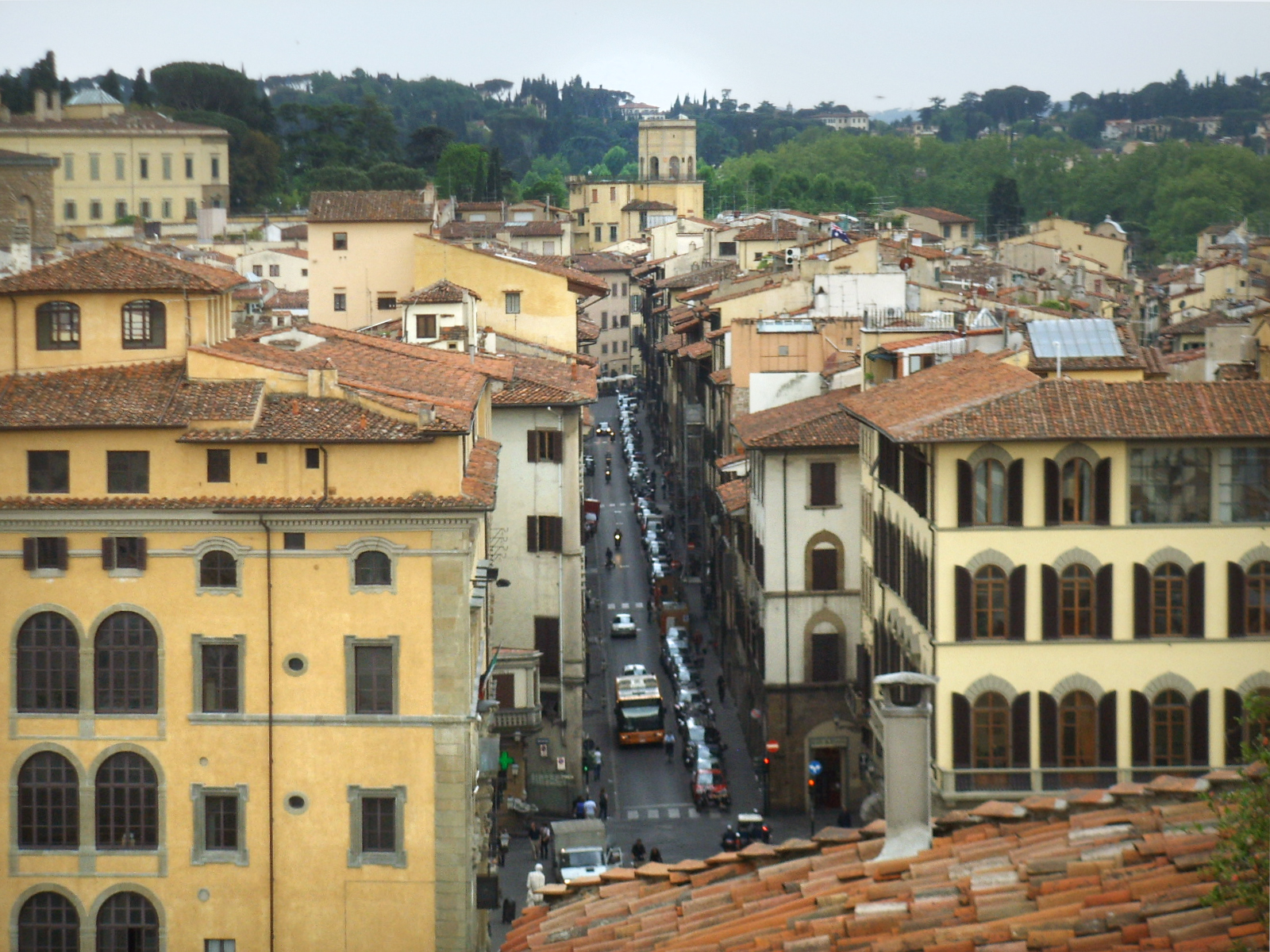
Veduta della strada dall'altra sponda d'Arno

I Velluti furono quindi i primi a caratterizzare il tratto con l'erezione delle proprie case, e a ribattezzare la strada come via Maggio, col significato di maggiore e, come precisa lo Stradario storico amministrativo del Comune di Firenze, "s'intende che maggio (nominativo lat. maior) non è un'accorciatura di maggiore (accusativo lat. maiorem), ma una forma parallela". In questo caso possediamo peraltro una preziosa testimonianza della nascita e del radicarsi nel tempo della denominazione grazie alla Cronica domestica scritta da Donato Velluti fra il 1367 e il 1370: «E perché pareva cosa reprensibile, che le lettere, che veniano da fuori, fossono soprascritte Bonaccorso Velluti e compagni, in Casellina, ed essendo fatta la via di via Maggio larga e spaziosa e lunga, e già fatte poi più case, fece il detto Bonaccorso mio bisavolo soprascrivere le lettere che mandavano i loro fattori, Bonaccorso Velluti e compagni, in Via Maggiore. E a questo modo battezzata, e in questo nome fu più tempo chiamata: ma perché poi seguì, che in un certo tempo quasi tutti nomi e cose ricevettono diminuzione nel parlare (...), così ricevette diminuzione la via; ove era chiamata Via Maggiore, così fu chiamata via Maggio». 
Entro la seconda metà del XIV secolo ai Velluti si erano aggiunte altre importanti famiglie, quali i Corbinelli, Corsini, i Biliotti, i Michelozzi, i Pitti, i Capponi, i Ridolfi,  che intensificarono l'attività edilizia lungo la via, ben presto saturata da case e quindi da palazzi, per lo più definiti con l'unificazione dei precedenti immobili. Con il trasferimento della sede della corte granducale da palazzo Vecchio a palazzo Pitti per volontà di Cosimo I de' Medici (1565) la via conobbe un ulteriore momento di crescita, visto che fu ben presto individuata come ideale per le residenze delle famiglie che avevano incarichi a corte, così come di alcuni artisti legati alla committenza medicea. In questo contesto via Maggio divenne anche una delle arterie fondamentali dei cortei ufficiali nell'ambito del fondamentale tracciato cinquecentesco e quindi moderno costituito da piazza Pitti, via Maggio, ponte a Santa Trinita e via Tornabuoni, più volte oggetto di scenografici apparati. 
"Strada quasi totalmente cinquecentesca, a differenza di altre vie, nelle quali il palazzo cinquecentesco si affianca alla casa torre o si confronta con la casa rinascimentale. Via di un solo carattere e di un solo stile, superba nella sua unità, severa nella sua coerenza". Per ovviare al poco felice collegamento con piazza Pitti, nel corso del Seicento e Settecento (e ancora nel secolo successivo), furono più volte stesi progetti che prevedevano interventi più o meno incisivi nel tratto tra lo sdrucciolo de' Pitti e via de' Marsili, finalizzati a un deciso ampliamento della piazza fino al filo di via Maggio, o a un ampliamento delle vie citate. 
Nel corso dell'Ottocento la strada si andò fortemente caratterizzando per la presenza di un numero elevato di antiquari che, con le loro opere d'arte esposte nelle vetrine, contribuirono e ancora oggi contribuiscono sia a fare della strada un vero e proprio museo all'aria aperta, sia a mantenere - anche perché funzionale al loro mercato - gli elementi dell'arredo urbano, così come gli androni dei palazzi e i locali da loro occupati, in ottimali condizioni di conservazione. 
Da sottolineare tuttavia come, rispetto ad altre strade di simile importanza quali via Tornabuoni o borgo degli Albizi, la via soffra dall'essere aperta alla circolazione veicolare (peraltro sufficientemente sostenuta), dal fatto di avere avuto la carreggiata asfaltata e in ultimo dall'utilizzo di un lato di questa per la sosta dei veicoli. Al di là di questa nota, le vicende qui riassunte lasciano facilmente intendere come la via sia segnata da una successione quasi ininterrotta di architetture di notevole rilievo, che la rendono ancora oggi tra le più importanti strade fiorentine, sicuramente da considerare di eccezionale valore storico e artistico.

## Descrizione
La strada è una delle più ricche di palazzi storici della città, anche se rispetto ad altre zone (come via Cavour o Borgo Albizi) i palazzi di via Maggio sono tutti piuttosto uniformi e austeri all'esterno, con l'unica eccezione "frivola" del palazzo di Bianca Cappello. Il sostenuto traffico veicolare della strada inoltre non aiuta ad apprezzare l'architettura della via.

### Edifici
| Immagine | N°      | Nome                               | Descrizione |
| -------- | ------- | ---------------------------------- | --- |
|          | 1       | Casa Ridolfi di Antonio            | L'edificio, composto da quattro piani (di cui il terreno comprendente un mezzanino e l'ultimo frutto di una soprelevazione), è certamente di antica origine, ed appare nelle decime granducali del 1561 come abitato dagli eredi di Antonio d'Antonio Ridolfi. Attualmente si presenta nelle forme assunte a seguito di una riconfigurazione databile entro la prima metà dell'Ottocento. Grazie alla diversa colorazione assunta dall'intonaco in ragione della struttura muraria sottostante, erano leggibili (prima dell'intervento di ripristino delle facciate realizzato nel 2015) profili di archi ribassati a incorniciare gli attuali accessi ai fondi commerciali terreni, confermando l'esistenza di elementi preesistenti ben prima delle testimonianze cinquecentesche. Oltre il portone, ad arco a tutto sesto e spostato sulla destra della facciata, vi è un ambiente d'ingresso con crociere ellittiche che poggiano su peducci di buona fattura, databile, con molta probabilità, alla fine del Settecento. Notevole, seppur priva di elementi qualificanti, l'estensione del fronte anche su via dello Sprone, a documentare l'imponenza del fabbricato. In asse al portone era (precedentemente all'intervento del 2015) una targhetta metallica che documentava la proprietà, a un certo momento della storia dell'edificio, da parte delle Assicurazioni Generali Venezia. |
|          | 2       | Palazzo Pitti Mannelli             | Il palazzo costituisce un compatto blocco tra via Maggio, via Santo Spirito e via del Presto di San Martino, con al piano terreno un paramento a pietraforte a vista e i piani superiori intonacati. Sul fronte principale che guarda a via Maggio, al centro del primo piano, è una nicchia che contiene un grande busto di Francesco I, opera attribuita a Baccio Bandinelli ma presumibilmente da ricondurre al suo allievo Giovanni Bandini. Sotto al ricorso, ai lati del fronte, sono due scudi araldici. |
|          | 3       | Palazzo                            | L'edificio si presenta attualmente con una facciata determinatasi a seguito di un intervento di riconfigurazione databile alla prima metà dell'Ottocento. Si sviluppa su quattro piani per sette assi (dei quali due tamponati), con elementi che rimandano latamente alla tradizione rinascimentale, chiuso da una gronda alla romana poggiante su solide mensole a parallelepipedo. Una fotografia databile agli anni 1960, precedente l'ultimo rifacimento della facciata, mostra varie cadute di intonaco al piano terreno, che rilevano porzioni di un arco in pietra e brani di filaretto, a confermare, com'è facilmente immaginabile, l'antica fondazione dell'edificio, presumibilmente trecentesco. |
|          | 4       | Casa Pitti                         | La casa presenta un fronte che, nel contesto della via, non appare di particolare rilievo architettonico, di sei assi su tre piani, frutto di una riconfigurazione databile tra Settecento e primo Ottocento. Che si tratti di un edificio di antica fondazione lo indica tuttavia il profilo della grande arcata posta in prossimità dell'attuale portone (decentrato), di disegno e dimensioni in continuità con quelli che contraddistinguono il palazzo Pitti Mannelli, a ricordarci come un tempo la strada presentasse in fregio una successione di fornici in pietra. Si segnala inoltre come su via del Presto di San Martino sia presente uno scudo con l'arme dei Pitti (fasciato ondato di nero e d'argento) a definire la chiave di volta di un passo carraio (numero civico 11 rosso), il che lascia presumere che a un certo punto della storia i due edifici siano stati di una stessa proprietà. In questa casa ebbe per un certo periodo di tempo, nel secondo decennio del Novecento, studio ed abitazione il pittore Ottone Rosai. |
|          | 6       | Palazzo Agostini Suarez            | L'edificio, sviluppato su quattro piani organizzati per quatto assi, risulterebbe costruito per la famiglia Agostini o Agustini, ramo della famiglia Agostini di Pisa, estintosi nei Suarez Agostini di Siena. Il palazzo è attribuito a Baccio d'Agnolo. Inusitata l'altezza del primo piano, comprendente il portone di accesso all'abitazione, posto decentrato dal lato destro e incorniciato da bugne, e una fila di quattro piccole finestre quadrate con cornici in pietra. Il piano nobile mostra quattro ampie finestre ad arco, unite da un ricorso di notevole aggetto, sempre incorniciate da bugne. Lo stesso motivo, questa volta con l'uso di conci piani, si ripete all'ultimo piano. Al centro della facciata è un grande scudo con l'aquila che aggrinfia il torsello di lana lavorata, insegna dell'Arte di Calimala. Sulla rosta del portone di ingresso sono le iniziali C.B. |
|          | 7       | Palazzo Ricasoli Firidolfi         | L'attuale edificio risulta fatto costruire attorno al 1520 dal senatore Giovanni Francesco Ridolfi (ad occupare un'area già segnata da proprietà dei Velluti, dei Migliori e di altri). Nel 1756 fu venduto a Maria Lucrezia Firidolfi, nata Michelozzi, e rimase alla sua questa famiglia fino al 1818 per via ereditaria fu dei Ricasoli, poi Ricasoli Corsini. Tanto la facciata quanto il cortile sono stati restaurati nel tardo Ottocento, su progetto dell'ingegnere Felice Francolini. Proprio il cortile è lo spazio più suggestivo del palazzo e quello che meglio restituisce la sua dimensione originaria rinascimentale. Negli interni esiste una piccola cappella decorata con Scene del Nuovo Testamento (includenti ritratti di membri della famiglia Ridolfi) più volte ricondotta a Giorgio Vasari (anni 1560), con una Madonna col Bambino e san Giovanni del Rossellino. |
|          | 10      | Casa Canigiani                     | La denominazione proposta nasce dall'identificazione della casa con una segnalata nelle decime granducali del 1561, in cui la si dice abitata da Antonio di Simone Canigiani. Sicuramente si tratta di un edificio di origini medievali, come indica la pianta stretta e allungata, con un piccolo ingresso laterale, com'è tipico delle antiche case corti mercantili. Su questa struttura si sono operate significative trasformazioni tra Cinquecento e Seicento, e quindi una soprelevazione. Attualmente il fronte si presenta sviluppato su due assi per sei piani complessivi, compreso un mezzanino. Degli interventi cinque seicenteschi testimoniano le ampie e ben proporzionate finestre dei piani centrali della fabbrica, come pure le più piccole, analoghe, del mezzanino soprastante. L'apertura dell'ingresso è invece un inserto ottocentesco, così come l'apertura a lato che forma la vetrina di un negozio già di antiquariato. In questo ambiente si conserva un notevole soffitto a travi e travicelli poggianti su mensole scolpite a foglie d'acqua. |
|          | 12      | Casa                               | L'edificio è di cinque piani, compreso il piano terreno, più un mezzanino (ma gli ultimi due piani sono frutto di una soprelevazione tarda). Ha certo origini medievali, come indica la pianta, stretta e sviluppata in profondità, con la porta d'ingresso posta di lato. La facciata attuale è invece da ricondurre a un intervento cinquecentesco, comunque ancora legato a modi del secolo precedente. Notevoli le finestre del primo piano a tutto sesto (poggianti su una robusta cornice marcadavanzale) e le altre analoghe del secondo piano, con cornice in pietra a filo dell'intonaco. L'ingresso e l'apertura del negozio sono trasformazioni ottocentesche. Al di sopra della mostra del negozio è un pietrino, eroso ma ancora leggibile come recante l'Agnus Dei, proprio dell'Arte della Lana, a indicare la proprietà della casa, a un certo momento della sua storia, da parte della corporazione. All'interno dell'edificio si conserva la scala originale almeno fino all'altezza del primo piano, con le cornici delle porte cinquecentesche. Al 2020 si data un intervento per la manutenzione di una porzione di falda e della facciata. |
|          | 16-18   | Chiesa anglicana di St. Mark       | La chiesa si trova in due palazzi unificati a livello del piano terreno (e degli interni) con un fronte ottocentesco che echeggia motivi propri della tradizione rinascimentale. Era qui nell'Ottocento un palazzo in cui si trasferì nel 1880 una parte della comunità anglicana fiorentina, più vicina al movimento anglo cattolico. Al pian terreno venne ricavata una chiesa e altri ambienti, su progetto dello stesso pastore, il reverendo Charles Tooth, coadiuvato da artisti britannici di primo piano quali George Frederick Bodley e John Roddam Spencer Stanhope. Ampliamenti si ebbero dal 1906 al 1908. Nel 2008, è stata inserita nella nicchia della facciata una statua in marmo raffigurante San Marco, opera dello scultore Jasons Arkles. La nicchia era rimasta vuota fino ad allora anche in ragione di una vecchia legge toscana che vietava il "proselitismo protestante". |
|          | 9       | Palazzo Martellini                 | Dell'esistenza di una grande casa in questo luogo documenta Donato Velluti nella sua Cronica domestica scritta tra il 1367 e il 1370, dicendola edificata da Bonaccorso di Pietro Velluti attorno al 1260, ed è quindi da considerare come una delle più antiche della strada, almeno nelle fondazioni. Nel corso del Quattrocento la fabbrica assunse l'attuale configurazione. Nel 1619 fu acquistata dai Martellini, che operarono alcune migliorie, tra le quali presumibilmente l'inserimento delle due finestre inginocchiate al piano terreno. Passò poi ai Pecori e nel 1859 ai Rosselli del Turco, che riorganizzrono gli spazi interni. La facciata si presenta solida, in uno stile cinquecentesco fiorentino molto vicino ai palazzi circostanti, grazie agli elementi in pietra che spiccano sull'intonaco. Sugli angoli sono due scudi con una variante l'arme dei Martellini del Falcone. |
|          | 20      | Casa Ponsson                       | L'edificio presenta un fronte che, nonostante il cattivo stato di conservazione in cui oggi versa e le parziali tamponature alle finestre che ne snaturano il disegno, rivela una nobile impronta cinquecentesca. Si sviluppa per tre piani organizzati su tre assi, con finestre e portone incorniciati da bugne di pietra, le une e l'altro ben distanziati sulle ampie superfici ad intonaco. Di interventi ottocenteschi documentano le ringhiere ad archetti neogotici che segnano le finestre come pure la ringhiera che si sviluppa all'altezza del piano nobile per l'intera larghezza del fronte, poggiante su un'ampia cornice in pietra che, se oggi è leggibile come marcapiano, un tempo doveva svolgere la funzione di marcadavanzale, al pari di quanto accade negli edifici limitrofi. Al piano terreno ci sono due aperture di negozi di epoca recente. Il vano del negozio è coperto a volticciole e un tempo doveva essere parte dell'atrio, poi rimaneggiato e comunque con elementi di colonne e pilastri di gusto quattrocentesco. Sul portone è una cartella in marmo ottocentesca con la scritta Ponsson, a documentare una delle proprietà del palazzo, apparentemente dimenticata dalle cronache. |
|          | 22      | Casa Dami                          | Garneri (1924) segnala la casa come già abitata da Giuliano Dami (1683-1750), favorito di Gian Gastone de' Medici, "e per le sue ignobili voluttà provveditore", forse equivocando sulla reale ubicazione della residenza del personaggio (individuabile a palazzo Dami al numero 38) o forse riconoscendo in questa una seconda residenza del personaggio. La casa si presenta alta e stretta, su tre piani (i due superiori con mezzanino) distribuiti su tre assi, con il portone decentrato a destra incorniciato da bugne di pietra. Conci di pietra concorrono anche a incorniciare l'arco delle finestre dei due piani superiori, (parzialmente tamponate per la riconfigurazione delle aperture in forma rettangolare), rilevate al primo piano, piatte al secondo. In asse al portone è una targhetta metallica con la scritta La Fondiaria a documentarne una precedente proprietà. La facciata è stata restaurata verso il 2012. |
|          | 11      | Palazzo Michelozzi                 | Il palazzo fu eretto nella seconda metà del Cinquecento su preesistenti case dei Corbinelli (presumibilmente già unificate nel corso del Quattrocento e inglobate nella nuova costruzione), quasi sicuramente su commissione del senatore Giovanni Battista Michelozzi, noto peraltro come committente del prestigioso ciborio marmoreo della vicina chiesa di Santo Spirito, opera di Giovanni Battista Caccini. Vista la consuetudine del committente con quest'ultimo, segnalatosi anche come valente architetto, la letteratura tende a ricondurre anche l'attuale palazzo ad un suo disegno, o comunque a immaginarlo coinvolto nelle vicende progettuali, per quanto nel tempo siano stati avanzati anche i nomi di Santi di Tito, di Baccio d'Agnolo (per il cortile) e di suo figlio Domenico. Attorno alla metà del Settecento la proprietà passò a un ramo collaterale del casato, quello dei Michelozzi Boni Giacomini, fino a che, con l'estinzione della famiglia, passò in dote nel 1845 ad Elena Amerighi, poi ai Ticci, ai Donati, e infine fu dei Bartolozzi. |
|          | 13      | Palazzo Zanchini Corbinelli        | L'attuale edificio fu costruito su due antiche case di proprietà dei Corbinelli, riunite in data imprecisata e ancora registrate come tali nelle decime granducali dell'anno 1561. In una di queste case, lungo via Sguazza, sarebbe nata Lisa Gherardini, la modella della Gioconda. L'intera proprietà passò dopo il 1561 ai Sangalletti e quindi fu comprata nel 1583 dagli Zanchini da Castiglionchio. Questi, grazie alle notevoli disponibilità economiche, intervennero sull'edificio con imponenti opere, trasformandolo nell'attuale palazzo. Il palazzo attuale viene attribuito a Santi di Tito, al quale sarebbe stato commissionato dal senatore Giovan Battista Zanchini nella seconda metà del Cinquecento. Nella seconda metà del Settecento il palazzo divenne una locanda fino a che, dopo altri passaggi di proprietà, nel 1843 il marchese Cosimo Ridolfi, già proprietario del palazzo contiguo (al numero 15), lo acquistò per ampliare gli spazi della sua residenza e renderla più consona all'importanza della casata. |
|          | 15      | Palazzo di Cosimo Ridolfi          | L'edificio risulta edificato dai Corbinelli ai primi del Quattrocento e quindi passato ai Ridolfi di Piazza nel 1483. Nel 1497, a seguito del coinvolgimento di Niccolò Ridolfi nella congiura di Bernardo del Nero a favore del ritorno dei Medici, il palazzo fu confiscato, per tornare nuovamente ai Ridolfi nel 1512, parallelamente al ritorno in città degli stessi Medici. A questa data l'edificio apparteneva a Piero Ridolfi, marito di Contessina de' Medici figlia di Lorenzo il Magnifico, il che giustifica la presenza, sul portone, dell'arme della famiglia inquartata con quella medicea. La denominazione tradizionale del palazzo ricorda tuttavia un altro Ridolfi, il senatore Cosimo (1794-1865), agronomo, patriota e filantropo, al quale si deve tra l'altro l'acquisto del contiguo palazzo Zanchini (al numero civico 13) finalizzato a estendere gli ambienti della casa, evidentemente giudicati inidonei al prestigio della famiglia. Al centro del fronte, è uno scudo con l'arme dei Ridolfi di Piazza e una lunga memoria su marmo dei meriti di Cosimo Ridolfi. |
|          | 24      | Casa di Bianca Cappello            | La casa al n. 24 di via Maggio, attigua al palazzo di Bianca Cappello, è un edificio di aspetto maestoso e severo, con il prospetto interamente parato in pietra, ricondotto alla presumibile configurazione trecentesca tramite un 'restauro' condotto su progetto dell'architetto Carlo Del Zanna tra il 1929 e il 1933, che ha comportato ampie integrazioni e ricostruzioni. Ricordata come palazzo Giovanni o Gianni, è stata poi collegata al vicino palazzo di Bianca Cappello, che per un certo periodo lo avrebbe avuto in locazione per uso di servizio, e come questo è notificata come edificio monumentale da considerare patrimonio artistico nazionale. |
|          | 26      | Palazzo di Bianca Cappello         | In quest'area era nella prima metà del Quattrocento una casa dei Corbinelli, nel 1566 acquistata da Pietro Buonaventuri, marito della patrizia veneziana Bianca Cappello, col beneplacito del granduca Francesco I de' Medici che, non era certo un mistero, aveva una relazione con Bianca fin da quando egli era principe e nonostante fossero entrambi sposati. Bianca, rimasta vedova due anni dopo, avvalendosi del sostegno economico dell'amante, intraprese un'opera di ammodernamento e abbellimento dell'edificio quattrocentesco, avvalendosi dell'opera di artisti di corte quali di Bernardo Buontalenti (1573-1578) e Bernardino Poccetti (autore delle grottesche in facciata). Sposatasi con Francesco quando egli rimase pure vedovo (1579) e diventata dunque granduchessa, Bianca Cappello alienò ben presto la casa all'ospedale di Santa Maria Nuova (1584), che la rivendette a Giovanni Riccardi nel 1586. Mantenuta da questa famiglia fino ai primi dell'Ottocento, passò in proprietà nel 1828 ai Bonaccorsi Perini, poi agli Altoviti, quindi nel 1906 ai Peruzzi de' Medici, e successivamente ai Pecchioli e ad altri, fino all'attuale condominio, in cui ha vissuto tra l'altro il pittore Pietro Annigoni. |
|          | 28- 28A | Palazzo Pannocchieschi d'Elci      | Erano qui in antico alcuni modesti edifici e una casa grande dei Corbinelli che, nella seconda metà del Cinquecento, provvidero a unificare in unico palazzo le varie proprietà. Nel 1576 l'edificio sarebbe stato tenuto in locazione anche da Bianca Cappello (che dai Corbinelli aveva acquistato le altre case sulle quali aveva eretto la propria residenza) quale annesso al proprio palazzo. Circa un secolo dopo, restaurato dall'architetto Gherardo Silvani, l'immobile fu dato nel 1672 in locazione al conte Filippo Pannocchieschi d'Elci, che lo acquistò definitivamente nel 1699 e promosse notevoli lavori di ampliamento, decorazione e trasformazione sia al primo piano che al piano terra, dove vennero realizzati il nuovo ingresso e il cortile. La famiglia Pannocchieschi conservò la proprietà fino alla metà dell'Ottocento. Passò quindi ai Peruzzi de' Medici che, agli inizi del Novecento, provvidero a un integrale restauro dell'edificio. Nell'insieme il palazzo si presenta ancora oggi sostanzialmente nelle forme assunte a seguito dell'intervento di Gherardo Silvani, che comunque mantenne molti degli elementi della precedente architettura. L'ampia facciata (tre piani per dieci assi) assume una vistosa estensione, sottolineata dalla presenza al piano terreno di due portali gemelli, posti alle estremità. Sempre al piano terreno, segnato da un graffito a finta pietra, si aprono tre grandi finestre inginocchiate intercalate ad altre, incorniciate, di più modeste dimensioni. |
|          | 17      | Palazzo Ridolfi Firidolfi          | L'edificio appare come di origine quattro cinquecentesca, sviluppato per sei assi su quattro piani di cui l'ultimo, con ogni probabilità, frutto di una soprelevazione. Nel 1551 risultava abitato da Niccolò di Giovanni Mannelli, ed è passato successivamente ai Della Vacchia e quindi agli Alessandrini, pervenne poi ai Ridolfi e successivamente ai Firidolfi. Alla proprietà Ridolfi è da ricondurre la presenza dello scudo con l'arme dei Ridolfi di Piazza (senza smalti qui, ma d'azzurro, al monte di sei cime d'oro e alla banda attraversante di rosso, il tutto accompagnato in capo dalla corona d'oro infilata da due foglie di palma dello stesso, quest'ultima concessione del duca di Calabria e principe di Taranto Giacomo di Borbone all'ambasciatore Lorenzo Ridolfi nel 1415), sostenuto da due putti e scolpito dal Sansovino. Quella che oggi si vede non è tuttavia la collocazione originale: una volta lo scudo si trovava sul fronte del palazzo Ricasoli Firidolfi in questa stessa strada al numero civico 7. L'opera sarebbe stata smurata e nuovamente qui collocata nel momento in cui il precedente palazzo era stato venduto e questo comprato, nel Settecento, dalla famiglia. |
|          | s.n.    | Palazzo Capponi Michelozzi         | Erano lungo tutto questo lato della strada alcune case e botteghe di proprietà dei Biliotti che, acquistate ai primi del Cinquecento dai Capponi, furono trasformate e presumibilmente unificate entro il 1519. Attorno al 1550 i nuovi proprietari furono costretti a vendere la parte dell'edificio verso piazza Santo Spirito ai Michelozzi, mentre la restante parte venne poco dopo divisa tra i vari membri della famiglia. In particolare Giovan Battista Capponi, proprietario della porzione su via Maggio e segretario del granduca Ferdinando I, promosse lavori di abbellimento che fecero del fronte su via Maggio il principale, con relativo portone di accesso, come si conveniva allo status sociale del proprietario. A Ferrante Capponi si deve poi nel 1651 la riunificazione del palazzo (compresa la porzione a suo tempo acquistata dai Michelozzi), con la creazione del fronte principale su via de' Michelozzi, contrassegnato dall'arme della famiglia. Tuttavia nel Settecento, diventata residenza principale della famiglia il palazzo di via de' Bardi, l'immobile venne suddiviso in sei appartamenti e affittato. Nel 1865 l'intera proprietà fu acquisita dal Pio Istituto de' Bardi |
|          | 30      | Palazzo Biliotti                   | L'edificio determina il canto con via de' Michelozzi, noto come canto de' Biliotti, potente famiglia fiorentina detta Biliotti d'Oltrarno o della Ferza, in ragione dell'iscrizione a questo gonfalone, che nella prima metà del Quattrocento aveva il possesso di tutti gli edifici di questo quadrivio. Il palazzo, il principale tra queste proprietà, ha presumibilmente origine nel tardo Trecento (o agli inizi del secolo successivo) e, sul fronte principale che guarda via Maggio, si caratterizza per il bugnato rustico (ampiamente integrato con finte pietre modellate in malta di calce) che segna il piano terreno fino all'altezza del ricorso in pietra sul quale sono allineate le finestre del primo piano. Conci a raggiera incorniciano anche il portone, mentre altre pietre segnano la cantonata con via de' Michelozzi fino al primo piano compreso. Le restanti superfici sono intonacate e mostrano cinque assi di finestre ad arco, oggi parzialmente tamponate a favore di aperture rettangolari, definite da un bugnato di modesto rilievo al primo piano, affatto liscio al secondo. Il terzo e ultimo piano è da considerare come soprelevazione decisamente tarda, come tarde sono le aperture del mezzanino tra piano terreno e primo piano. |
|          | 19      | Palazzo Falconcini Biliotti        | Si tratta di un palazzo d'impianto trecentesco, con il prospetto di quattro piani organizzati su cinque assi. È documentato come abitato dai Biliotti sia al tempo del censimento del 1551, sia a quello delle decime granducali del 1561, e tuttavia è indicato come Ridolfi nel repertorio di Bargellini e Guarnieri. Durante i restauri degli anni 1975-1976 è stato portato a vista l'apparecchio murario a filaretto. Sul fronte, al centro, è uno stemma con un falco sostenuto da un monte di tre cime incorniciato dalla croce di Pisa, identificabile con quello del cavaliere di Santo Stefano Francesco Falconcini di Firenze, entrato nell'ordine nel 1603. |
|          | 32      | Casa Bernardi                      | Si tratta di un modesto edificio di quattro assi piani su quattro piani, segnato da una memoria posta nel 1892 e trascritta nel repertorio di Bargellini e Guarnieri (1977), relativa a Giovacchino Taddei, celebre medico e chimico, professore in Santa Maria Nuova e senatore del Regno (1860). Sappiamo che alla metà del Cinquecento la casa apparteneva alla famiglia Bernardi, e forse a questa si deve l'attuale configurazione della casa, con elementi architettonici (cornici di ricorso, finestre con cornici a orecchie) che si possono far risalire tra Cinque e Seicento. Al piano terreno le aperture sono molto posteriori ma, ad esempio, sono cinquecenteschi gli elementi dell'androne oltre l'ingresso, con volta a botte e un alto zoccolo di pietra tagliato in più punti per aprirvi le porte. |
|          | 21      | Casa Ugolini                       | La denominazione proposta nasce dall'identificazione dell'edificio con quello censito nel 1551 e quindi documentato nelle decime granducali del 1561 come abitato da Giovanni di Bartolomeo Ugolini, ambasciatore del granduca. Si tratta di un edificio attualmente con il fronte a quattro piani e altrettanti assi, originariamente di disegno tardo quattrocentesco, come indicano la porta principale, decentrata a destra, con ghiera, e il conseguente ingresso, con peducci e volticciole. Al piano terreno sono stati aperti, in tempi successivi, due altri ingressi e una finestrella ellittica, quest'ultima databile all'epoca di rifacimento della facciata, presumibilmente seicentesca. L'ultimo piano dovrebbe essere frutto di una soprelevazione. Negli interni si segnala una sala con pitture murali del primo Settecento raffiguranti paesaggi marini. L'intero edificio è stato interessato nel 2010-2011 da un cantiere per il restauro e il frazionamento della proprietà in più unità immobiliari, con relativo intervento di ripristino degli intonaci della facciata. |
|          | 25      | Casa Ridolfi                       | Si tratta di un edificio che si propone nelle forme assunte nel tardo Cinquecento, sufficientemente rappresentativo dell'architettura minore di questo periodo. Presenta una facciata che si sviluppa su quattro piani per tre assi, con i consueti ricorsi e le finestre provviste di incorniciatura in listre di pietra. Il piano terreno presenta modifiche più recenti: la porta d'ingresso e l'apertura del negozio così come quella del mezzanino e delle finestre sono presumibilmente da riferire a un intervento novecentesco. La casa contigua, al numero civico 27, per un periodo ha condiviso con questa la stessa proprietà Ridolfi. |
|          | 27      | Casa Ridolfi di Franco             | Il repertorio di Bargellini e Guarnieri (1977) segnala l'edificio come casa Velluti, indicando la presenza dello stemma di questa famiglia, adorno di nastri svolazzanti: si tratta con ogni evidenza di un errore (non rilevato ad esempio in Firenze 2005 che ha riportato questa stessa identificazione, mentre casa Velluti si trova ai numeri civici 33-35), visto che lo scudo ostenta chiaramente l'arme dei Ridolfi di Piazza. Che la casa sia stata dei Ridolfi lo confermano d'altra parte le decime granducali dell'anno 1561 che, per questa e per la casa al numero 25, indicano in Franco d'Agnolo Ridolfi il proprietario. Ciò detto l'edificio presenta sicuri elementi di interesse architettonico e, nonostante le varie trasformazioni, si propone sostanzialmente come bell'esempio di epoca quattrocentesca. Lo sviluppo del fronte è attualmente decisamente verticale, visti i quattro piani (quello terreno provvisto di mezzanino) organizzati su soli tre assi. L'ultimo piano è tuttavia sicuramente frutto di una soprelevazione, e tarda è da considerare anche l'apertura del mezzanino, il che consente di restituire all'edificio originario una diversa e più armonica proporzione |
|          | 36      | Casa Dami                          | Si tratta di un edificio dal prospetto oltremodo semplice, di due assi su cinque piani, presumibilmente riconfigurato ai primi dell'Ottocento e quindi soprelevato. Nonostante il carattere sufficientemente anonimo nel suo affaccio sulla via è stato oggetto - per lo stretto legame che gli spazi interni hanno con l'edificio che segue segnato con il civico 38 - di una estesa campagna fotografica della Soprintendenza ai Monumenti. |
|          | 38      | Palazzo Dami                       | La casa, certo di antica fondazione e comunque riconfigurata nel Quattrocento, fu abitata da Giulio Parigi, che vi tenne un'Accademia del Disegno, frequentata da italiani e stranieri, e dal figlio Alfonso, che vi morì nel 1656. Successivamente l'edificio conobbe un periodo di particolare fortuna quando, nel 1735, fu venduto dalle suore dell'ordine del Raffaello a Giuliano Dami, aiutante di Camera e "favorito" del settimo e ultimo granduca di Toscana, Gian Gastone de' Medici. Il Dami operò lavori di ammodernamento sovrintesi dagli architetti Ferdinando Ruggieri e Gioacchino Fortini. Dopo la sua morte nel 1750 l'edificio fu alienato dai nipoti e acquistato dalla nobile famiglia fiorentina dei Bicchierai, che lo divise in tre grandi appartamenti, apportando lievi modifiche che tuttavia non ne stravolsero il progetto settecentesco. Altri interventi presumibilmente promossi nella seconda metà dell'Ottocento compromisero invece parte della decorazione della volta della galleria del piano nobile, decorata da Niccolò Pintucci. Nel 2009, il proprietario di allora, con la consulenza di Alberto Bruschi, avviò un esteso cantiere di restauro, che recuperò gli affreschi della galleria (scialbati), e un soffitto rinascimentale a travi dipinte, nella sala al piano nobile che dà su via Maggio. |
|          | 31      | Casa                               | Si tratta di una casa a schiera di antica fondazione, sicuramente soprelevata e modificata nel disegno della facciata nel corso del tempo (attualmente di cinque piani su due assi), ma che ancora conserva al terreno la canonica organizzazione degli spazi, con sulla destra un ampio e profondo vano oggi adibito ad attività commerciali e sulla sinistra la porta di accesso agli appartamenti posti ai piani superiori, con cornice in pietra di modi cinque seicenteschi. Sulla facciata è presente un pietrino con le lettere CART sovrapposte e cimate da una croce, da interpretare come insegna del monastero della Certosa (Carthusia) del Galluzzo, a indicare una delle antiche proprietà dell'immobile. |
|          | 42      | Palazzo Corsini Suarez             | L'edificio è legato al nome dei Corsini fin dalla sua origine: qui erano già nei primi del Trecento almeno tre case di proprietà della famiglia (una delle quali si vuole avesse visto la nascita di sant'Andrea Corsini nel 1301) che, incendiate e semi distrutte durante il tumulto dei Ciompi del 1378, vennero definitivamente abbattute per fare spazio ad una nuova e grande residenza. I lavori furono promossi da Filippo Corsini e sostanzialmente determinarono l'attuale configurazione dei primi piani della facciata sulla via. Dopo alcuni passaggi di proprietà (Marzi Medici tra il 1559 e il 1574 e Bartoli dal 1574 al 1590) il palazzo fu acquistato nel 1590 dal nobile portoghese Baldassarre Suarez de la Concha, nobile castigliano titolare della Commenda di Firenze dell'Ordine di Santo Stefano (ordine cavalleresco istituito da Cosimo I per la difesa del mar Tirreno dai pirati), da cui una delle denominazioni tradizionali con cui il palazzo è noto. Lo stesso Baldassarre e quindi suo figlio Ferdinando, per conferire all'edificio un tono consono sia al nome della famiglia sia al suo ruolo di sede fiorentina dell'Ordine, provvidero a ingrandire la proprietà verso borgo Tegolaio, acquistando alcuni edifici contigui e affidando a Gherardo Silvani il compito della ristrutturazione, conclusasi entro il 1625 circa. Dopo l'estinzione dei Suarez nel 1799 e la soppressione dell'ordine cavalleresco il palazzo fu individuato come sede delle Scuole di San Leopoldo, passando successivamente tra i beni del demanio e quindi nelle proprietà del Comune di Firenze. Nell'Ottocento e fino al 1967 ospitò il Commissariato di Pubblica Sicurezza di Santo Spirito, quindi fu individuato dall'Amministrazione Comunale quale sede degli archivi novecenteschi del Gabinetto Vieusseux. |
|          | 33-35   | Case Velluti                       | Gli edifici contigui sono di origini medievali e si sviluppani per quattro piani. Al 33 si sviluppa per quattro piani più un mezzanino posto al terreno. Dell'antico impianto conserva ancora le cornici in pietraforte di due finestre al primo piano e lo stemma dei Velluti, posto al limitare del lato destro che lascia intendere come anche l'edificio limitrofo, al numero civico 35, facesse parte originariamente della stessa proprietà Velluti. Il 35 è segnato da tre ampi fornici di origine trecentesca, i due laterali oggi di accesso ad esercizi commerciali, il centrale ridotto e in parte tamponato e trasformato in portone. I piani superiori si mostrano nei termini conferiti da un intervento tardo settecentesco o del primo Ottocento, con semplici finestre architravate e con l'ultimo piano frutto di una soprelevazione successiva. Dal portone si accede a un cortile interno che testimonia delle varie trasformazioni subite dalla fabbrica e che conserva pilastri con capitelli a foglie d'acqua di carattere trecentesco e uno stemma forse Carlini. |
|          | 37      | Casa di Bernardo Buontalenti       | L'edificio è noto per essere stato dell'architetto, pittore e scultore Bernardo Buontalenti, che qui risiedette (come conferma il Baldinucci) avendo la comodità di essere molto vicino a palazzo Pitti, dove era architetto e sovrintendente agli spettacoli di corte. Egli fece ornare la facciata da pitture e graffiti eseguiti da Bernardino Poccetti, perduti nei primi anni 1880, quando il palazzo fu oggetto di un intervento di ammodernamento e ristrutturazione, nell'ambito del quale la decorazione fu evidentemente giudicata troppo frammentaria per essere recuperata e venne distrutta, non senza le proteste di Guido Carocci. All'interno dell'edificio, al termine del lungo e stretto androne, è una memoria che ricorda la casa come costruita da Bernardo Buontalenti, da lui abitata (vi si riferisce tra l'altro dell'incontro che vi sarebbe stato tra l'architetto e Torquato Tasso, tramandato dallo stesso Filippo Baldinucci) e dove sarebbe spirato nel 1608. |
|          | 39      | Palazzo                            | Il palazzo, dimenticato dalle guide cittadine nonostante la sua imponenza, segna una delle due cantonate su via de' Marsili, dove è, in alto, un grande scudo con un'arme che potrebbe identificarsi con quella dei Borghigiani del quartiere di Santo Spirito gonfalone Drago (al cavallo inalberato). Si tratta di una fabbrica di grandi e notevoli proporzioni, con l'attuale facciata su via Maggio sviluppata per quattro piani organizzati su quattro assi, più un volume in soprelevazione. Le finestre sono rettangolari, eccettuate quelle dell'ultimo piano che si avvicinano alla forma quadrata, incorniciate da listre di pietra con orecchie. Al piano terreno è un bel portone decentrato. Nell'insieme il fronte si presenta nelle forme assunte a seguito di una riconfigurazione databile tra la fine del Cinquecento e il Seicento. Che si tratti di una fabbrica di ben più antiche origini lo testimoniano tuttavia le due piccole finestre ad arco ribassato in pietra portate in luce sulla superficie intonacata a seguito di un intervento di restauro al fronte, databile agli anni settanta del Novecento. L'androne mostra un impianto databile tra il tardo Quattrocento e il secolo successivo, con peducci e cornici in pietra serena. |
|          | 46      | Casa Mantellini                    | L'edificio si sviluppa su cinque piani e presenta un fronte riconfigurato nel Cinquecento e poi nuovamente modificato (l'ultimo piano, ad esempio, è frutto di una soprelevazione relativamente recente). Ha tuttavia origine da una casa corte mercantile, come indicano le porzioni di parato a filaretto in pietra che sono state portate a vista al pian terreno nel corso dei restauri del Novecento. La relativa fortuna dell'edificio è essenzialmente legata alla lapide presente sul fronte, dettata da Augusto Conti e già trascritta da Francesco Bigazzi (1886), dedicata a Giuseppe Mantellini, avvocato e deputato al Parlamento, che qui nacque nel 1816. |
|          | 48      | Casa di Giovan Battista Foggini    | La casa è segnalata dalla letteratura per essere stato residenza di Giovanni Battista Foggini, architetto di corte che qui aveva la comodità di essere molto vicino a palazzo Pitti. L'artista inoltre aveva a sua disposizione le fucine in borgo Pinti (dal 1687), già del Giambologna e dove pare che lo stesso Foggini morì, il 12 aprile 1725. Sulla facciata di questo edificio è presente di uno scudo recante un'arme oramai leggibile solo nella porzione inferiore, con un castello su fondo a sbarre. Nel repertorio di Bargellini e Guarnieri (1977) si dice l'edificio eretto a chiudere l'antica via Cara (via de' Marsili), che attraversava via Maggio e si ricongiungeva con borgo Tegolaio. |
|          | 41      | Casa                               | Si tratta di un edificio con la facciata organizzata su tre assi per tre piani più un mezzanino sotto tetto, frutto di una tarda soprelevazione. Anche il mezzanino che segna il piano terreno è da interpretarsi come sufficientemente recente. Per la presenza dei ricorsi in pietra e per il disegno delle finestre del primo e del secondo piano il fronte mostra caratteri quattrocenteschi, resi ancor più evidenti dalla presenza di un graffito a filari di pietrame e fasce decorative. La porta d'ingresso e lo sporto del negozio che si aprono al piano terreno sono ugualmente da considerarsi frutto di un intervento sufficientemente recente che parrebbe (sulla base delle fotografie conservate presso la fototeca dei Musei Civici Fiorentini) databile agli anni 1960. Nonostante i molti interventi succedutisi nel tempo (il graffito sembrerebbe quasi del tutto frutto di un rifacimento, ad esclusione forse di alcuni brani posti al di sotto del primo ricorso) il disegno d'insieme è equilibrato ed elegante, e bene si armonizza con gli edifici limitrofi. |
|          | 50-52   | Palazzo Corsini Rosselli del Turco | L'edificio venne costruito per i Corsini, famiglia alla quale appartiene lo stemma al centro della facciata e che in via Maggio possedeva altre proprietà, come il vicino palazzo Corsini Suarez, prima di stabilirsi nel ben più grande palazzo Corsini al Parione e in altre proprietà. In seguito il palazzo passò ai Tosi e quindi alla famiglia Rosselli del Turco. Annota Mazzino Fossi: "il palazzo è un notevole esempio di architettura rinascimentale ed è uno dei più importanti di via Maggio. Nel tempo ha subito varie manomissioni: al piano terreno sono stati aperti due sporti di negozio i quali, nel 1960, hanno avuto anche una maggiore accentuazione. Notevoli gli elementi architettonici anche dell'interno. Il cortile fu ripristinato nel 1932 circa con la demolizione di stanze che vi erano state ricavate". |
|          | 43      | Casa Ridolfi di Piazza             | L'edificio, presumibilmente fondato dai Ridolfi di Piazza nella prima metà del Trecento, fu arso e parzialmente distrutto a seguito del tumulto dei Ciompi (1378), quindi ricostruito verso la fine del Trecento dalla stessa famiglia che ne mantenne la proprietà fino alla morte di Cosimo Ridolfi, nel 1865. Attualmente si presenta nelle forme conferitegli dal restauro condotto dall'architetto Giovanni Pacini nel 1836, teso ad esaltarne il carattere medievale. La facciata in pietra forte presenta in effetti al piano terreno due grandi fornici, che davano accesso ai fondachi (che ancora oggi ospitano attività commerciali), e, sulla sinistra, una porta di accesso all'abitazione sempre incorniciata in pietra secondo l'uso antico. Oltre un mezzanino con finestre rettangolari si sviluppa il piano nobile, segnato sul fronte da quattro ampie finestre ad arco allineate su di un ricorso in pietra, sopra le quali è l'arme (decisamente eroso) della famiglia Ridolfi di Piazza (d'azzurro, al monte di sei cime d'oro e alla banda attraversante di rosso). |
|          | 45      | Casa Ridolfi di Piazza             | L'edificio si presenta attualmente con un fronte che guarda alla strada organizzato su cinque piani per quattro assi, frutto di una riconfigurazione della fabbrica attuata tra Sette e Ottocento. La sua ubicazione lascia intendere, nonostante il suo aspetto attuale, come la fondazione sia ben più antica, e la sua storia legata alle molte proprietà che lungo la strada possedeva la potente famiglia dei Ridolfi. A conferma del fatto è tra l'altro, sull'accesso all'attività segnata con il numero civico 69 rosso, uno scudo con l'arme dei Ridolfi di Piazza (d'azzurro, al monte di sei cime d'oro e alla banda attraversante di rosso, il tutto accompagnato in capo dalla corona d'oro infilata da due foglie di palma dello stesso). |
|          | 54      | Casa Ridolfi di Graziano           | L'edificio, assieme a quello contiguo segnato con il numero 56 con il quale per lungo tempo ha costituito un unico fabbricato, è identificabile con quello che le decime granducali del 1561 dicono abitato da Graziano di Guglielmo Ridolfi, Pagnozzo di Antonio Ridolfi e dagli eredi di Lorenzo Ridolfi. La casa è ricordata nel repertorio di Bargellini e Guarnieri (1977) come trecentesca, e di questo secolo ha indubbiamente il carattere, ferme restando le ampie integrazioni e un intervento di soprelevazione che ha determinato il mezzanino sotto tetto, sviluppato senza soluzione di continuità anche sull'edificio contiguo. Nel suo insieme il fronte si sviluppa per cinque piani per sei assi, essendo state le originarie fabbriche ciascuna di tre assi. Al livello del piano terreno sono alcuni ferri da cavallo a M rovesciata. Dall'androne, chiuso da una cancellata, si accede a una piccola corte interna. |
|          | 56      | Casa Ridolfi                       | L'edificio si sviluppa per tre assi su altrettanti piani, con una soprelevazione che determina un quarto piano. Il fronte è in filaretto di pietra, con al terreno alcuni ferri da cavallo a M rovesciata. Originariamente doveva determinare un'unica costruzione con il numero 54. Qui alloggiarono, durante il loro soggiorno fiorentino, gli scultori americani Shobal Vail Clevenger (1840-1843) e Thomas Ball (1854-1857). |
|          | 84r     | Casa Guidi                         | I due edifici che compongono la Casa Guidi furono edificati dai Ridolfi e poi pervenuti in due momenti diversi alla famiglia Guidi di Volterra, che nel corso del Settecento li unificarono internamente, lasciando tuttavia due facciate diverse, come ben si percepiscono sul fronte verso via Maggio. Dal 1847 qui vissero Robert Browning e sua moglie, la poetessa inglese Elizabeth Barrett Browning, quando la casa divenne un punto di riferimento per la comunità inglese presente a Firenze nell'Ottocento, oltre che protagonista di vari scritti di Elizabeth. Dopo la morte della poetessa e il trasferimento del marito, la casa venne acquistata dal figlio della coppia, Pen Browning, che avrebbe voluto farne un luogo di memoria e un monumento all'arte dei genitori. Il suo ndesiderio tuttavia si concretizzò solo dopo l'acquisto dell'appartamento da parte della Browning Foundation di New York, nel 1971. Oggi la casa museo è gestita congiuntamente dall'Eton College, dal Landmark Trust e dal Browning Institute che, con la collaborazione dei Friends of Casa Guidi, ne consentono con regolarità l'apertura al pubblico. |

### Lapidi
Numerose targhe commemorative si trovano lungo la strada. A numero 11, nell'androne di palazzo Michelozzi, una lastra con una testa scolpita ricorda Pedro Américo, pittore ufficiale del governo brasiliano, che qui morì nel 1905.
| IN QUESTA CASA DOVE LUNGAMENTE VISSE E OPERÒ MORIVA NEL 1905 PEDRO AMÈRICO PEDRO AMÈRICO DE FIGUEIREDO E MELLO PITTORE INSIGNE BRASILE E ITALIA PER ONORARE LA MEMORIA POSERO NEL CINQUANTANOVESIMO DELLA SUA SCOMPARSA NATO AD AREIAS, STATO DI PARAÍBA BRASILE, IL 29 4 1843 |

Sulla facciata del palazzo di Cosimo Ridolfi, al 15, una lapide ricorda i meriti dello statista e agronomo:
| PER DECRETO DEL COMUNE ___ _______ ___ IN QUESTE SUE CASE IL SENATORE MARCHESE COSIMO RIDOLFI NATO IL 28 NOVEMBRE 1794 FONDÒ LA PRIMA SCUOLA DI ISTRUZIONE RECIPROCA AD OGNI RAZIONALE PERFEZIONAMENTO NELL'ARTE DEI CAMPI POSE LA DOTTRINA PROFONDA L'OPERA LE SOSTANZE CREANDO LA CELEBRE SCUOLA DI MELETO EBBE CATTEDRA DI AGRONOMIA NEL PISANO ATENEO FU MINISTRO PER GLI AFFARI INTERNI NEL 1848 POI DELLA PUBBLICA ISTRUZIONE NEL GOVERNO TOSCANO CHE COMPIEVA L'ANNESSIONE NAZIONALE PRESEDÈ DALLA FONDAZIONE LA CASSA CENTRALE DI RISPARMI IN FIRENZE PER ALTO ESEMPIO DI CIVILI VIRTÙ AMATO DALL'UNIVERSALE TERMINÒ NEL 5 MAGGIO 1865 LA VITA CONSACRATA TUTTA IN PRO DELLA SCIENZA E IN PUBBLICO BENEFICIO |

Un'altra lapide si trova nell'androne, scritta in latino:
| HIC AVSPICIIS·DVCTVQVE·COSMAE·RIDOLPHI AN·M·D·CCC·XIX ADOLESCENTES·AD·MVTVAM·DISCIPLINAM·INSTITVI·COEPTI VNDE·HAEC·PERVTILIS·RATIO IVVENTVTIS·QVAM·CITO·POSSIT·STVDIIS·INITIANDAE TANQVAM·E·FONTE AD·PLVRIMA·ETRVRIAE·LOCA·EMANAVIT QVOD·INVENTVM·DIVINITVS·TRADITVM VT·CONTRA·IGNORANTIAE·VOTVM PERSTET·AETERNVM FAXIT·DEVS |

Traduzione: «Qui, sotto gli auspici e la guida di Cosimo Ridolfi, nell'anno 1819, dei giovani iniziarono un'istituzione dedicata alla mutua istruzione. Da essa derivò questo metodo utilissimo per introdurre i giovani allo studio nel modo più rapido possibile, come da una fonte, che si diffuse in molti luoghi della Toscana. Ciò che è stato scoperto e trasmesso quasi per dono divino, possa, contro il voto dell'ignoranza, durare in eterno. Dio lo conceda».
Nell'androne del palazzo di Bianca Cappello è una lapide con iscrizione che ricorda la proprietà della nobildonna veneziana e riconduce l'edificazione al 1566. 
| BIANCA CAPPELLO PRIMA CHE FOSSE MOGLIE A FRANCESCO I · DE' MEDICI ABITÒ QUESTA CASA CHE ELLE SI EDIFICAVA NEL 1566 · |

Al 32 una targa del 1892 ricorda nel centenario della nascita il chimico samminiatese Giovacchino Taddei, nella casa dove visse a lungo. 
| GIOVACCHINO TADDEI SAMMINIATESE CHIMICO DI FAMA UNIVERSALE PROFESSORE IN SANTA MARIA NUOVA SENATORE DEL REGNO ABITÒ PER LUNGHI ANNI QUESTA CASA SULLA QUALE NEL 1892 CENTENARIO DELLA SUA NASCITA IL COMUNE DI FIRENZE E L'ASSOCIAZIONE CHIMICO-FARMACEUTICA FIORENTINA SCRIVONO IL NOME DI LUI CHE DALLA CATTEDRA NEI LIBRI CON L'ESERCIZIO DELLA PROFESSIONE SERVÌ LA SCIENZA E L'UMANITÀ E CITTADINO ANIMOSO E INTEGERRIMO MERITÒ GLI ONORI DELLA PATRIA ITALIANA CON L'AVER PARTECIPATI I TRAVAGLI E I PERICOLI DEL SUO RIVENDICARSI A LIBERTÀ DI NAZIONE ______ |

Nell'androne della casa di Bernardo Buontalenti (numero 37 all'angolo con via de' Marsili) se ne ricorda il genio, l'incontro con altri intellettuali e artisti quali Torquato Tasso e la morte avvenuta nel 1608.
| BERNARDO BUONTALENTI DETTO DELLE GIRANDOLE ARCHITETTO CIVILE E MILITARE DELLA FIRENZE MEDICEA PITTORE SCULTORE SCENOGRAFO COSTRUÌ PER SÉ QUESTA CASA CHE, ADORNA DI POCCETTIANI GRAFFITI ED AFFRESCHI, FU CENACOLO E INCONTRO DI ALTI INTELLETTI PRIMO FRA TUTTI TORQUATO TASSO, E VI MORÌ L'ANNO 1608 |

Più avanti, al 46, una targa ricorda lo scrittore e deputato Giuseppe Mantellini
| IL MUNICIPIO VOLLE AI POSTERI ADDITATA QUESTA CASA OVE NEL 1816 NACQUE GIUSEPPE MANTELLINI CHE SCRITTORE OPEROSO EBBE SCIENZA GIURIDICA PROFONDA AVVOCATO ERARIALE COSCIENZA LUMINOSA NEL PUBBLICO DIRITTO DEPUTATO IN PARLAMENTO AMORE NON VANO D'ITALIA E DELLA SUA FIRENZE PER OGNI BENE DI LEI ORATORE ELOQUENTISSIMO MANCATO IL 12 GIUGNO 1885 ALLA PATRIA |

Al numero 73 una targa ricorda Elizabeth Barrett Browning, mentre su via Mazzetta vi sono anche scolpiti alcuni suoi versi in inglese.
| QUI SCRISSE E MORÌ ELIZABETH BARRETT BROWNING CHE IN CUORE DI DONNA CONCILIAVA SCIENZA DI DOTTO E SPIRITO DI POETA E FECE DEL SUO VERSO AUREO ANELLO FRA ITALIA E INGHILTERRA PONE QUESTA MEMORIA FIRENZE GRATA 1861 |